# Épécamps
Épécamps – miejscowość i gmina we Francji, w regionie Hauts-de-France, w departamencie Somma.
Według danych na rok 1990 gminę zamieszkiwało 12 osób, a gęstość zaludnienia wynosiła 7 osób/km² (wśród 2293 gmin Pikardii Épécamps plasuje się na 974. miejscu pod względem liczby ludności, natomiast pod względem powierzchni na miejscu 1135.).